# Broussonetia luzonica
Broussonetia luzonica är en mullbärsväxtart som först beskrevs av Francisco Manuel Blanco, och fick sitt nu gällande namn av Bur.. Broussonetia luzonica ingår i släktet Broussonetia och familjen mullbärsväxter. Inga underarter finns listade i Catalogue of Life.

## Bildgalleri

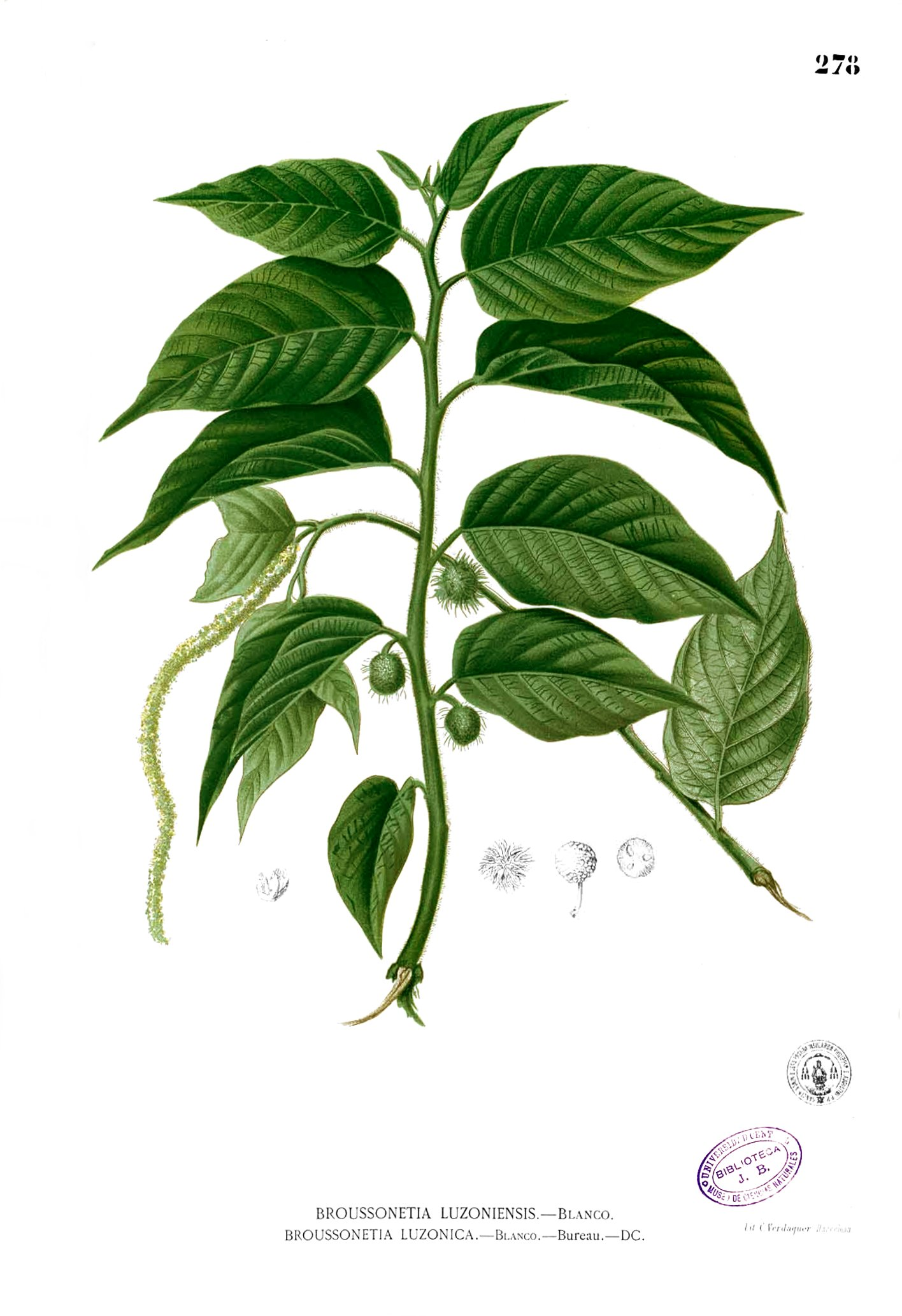
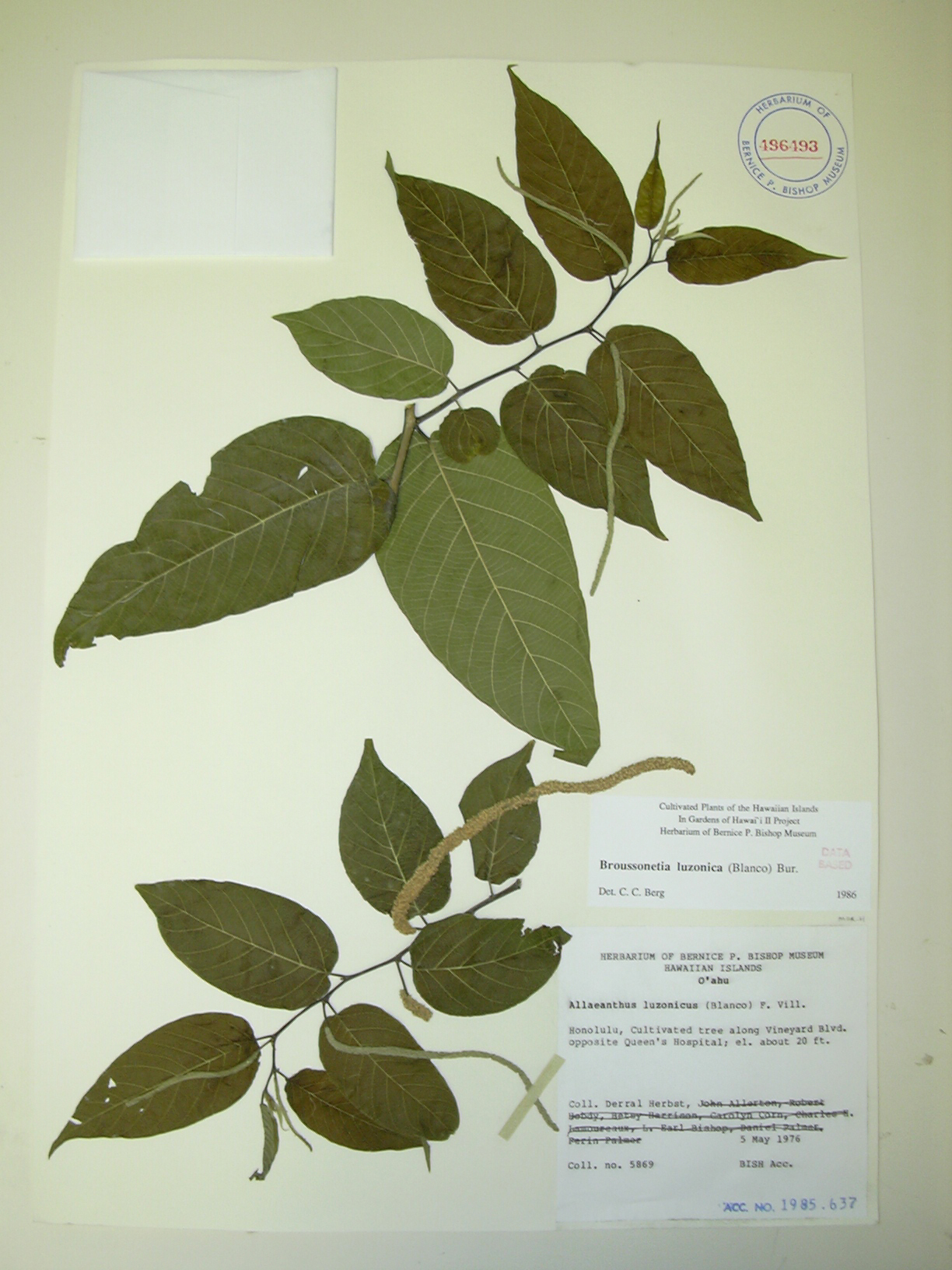